# Stadsprijs Geraardsbergen 1996
De 65e editie van de Belgische wielerwedstrijd Stadsprijs Geraardsbergen werd verreden op 28 augustus 1996. De start en finish vonden plaats in Geraardsbergen. De winnaar was Andy De Smet, gevolgd door Robbie Vandaele en Magnus Backstedt.

## Uitslag
| Stadsprijs Geraardsbergen 1996 |                  |                   |      |
| Plaats                         | Naam             | Ploeg             | Tijd |
| Winnaar                        | Andy De Smet     | Ipso-Asfra        |      |
| 2                              | Robbie Vandaele  | Palmans-Boghemans |      |
| 3                              | Magnus Backstedt | Collstrop-Lystex  |      |

1912 · 1913 · 1914–1926 · 1927 · 1928–1932 · 1933 · 1934 · 1935 · 1936 · 1937 · 1938 · 1939 · 1940 · 1941 · 1942 · 1943 · 1944 · 1945 · 1946 · 1947 · 1948 · 1949 · 1950 · 1951 · 1952 · 1953 · 1954 · 1955 · 1956 · 1957 · 1958 · 1959 · 1960 · 1961 · 1962 · 1963 · 1964 · 1965 · 1966 · 1967 · 1968 · 1969 · 1970 · 1971 · 1972 · 1973 · 1974 · 1975 · 1976 · 1977 · 1978 · 1979 · 1980 · 1981 · 1982 · 1983 · 1984 · 1985 · 1986 · 1987 · 1988 · 1989 · 1990 · 1991 · 1992 · 1993 · 1994 · 1995 · 1996 · 1997 · 1998 · 1999 · 2000 · 2001 · 2002 · 2003 · 2004 · 2005 · 2006 · 2007 · 2008 · 2009 · 2010 · 2011 · 2012 · 2013 · 2014 · 2015 · 2016 · 2017 · 2018 · 2019 · 2020 · 2021 · 2022